# Protancyrocephaloides liopsettae
Protancyrocephaloides liopsettae är en plattmaskart. Protancyrocephaloides liopsettae ingår i släktet Protancyrocephaloides och familjen Dactylogyridae. Inga underarter finns listade i Catalogue of Life.